# Referendum konstytucyjne
Referendum konstytucyjne jest w wielu państwach wymagane dla przyjęcia konstytucji bądź jej zmiany.

Obywatele w głosowaniu powszechnym akceptują bądź odrzucają propozycje przedstawione przez uprawniony organ (parlament bądź Konstytuantę).

## Polska

### Przyjęcie Konstytucji Rzeczypospolitej Polskiej z 1997
Instytucja referendum konstytucyjnego została wprowadzona w 1992 przez ustawę konstytucyjną o trybie przygotowania i uchwalenia Konstytucji RP. Prace nad nową Konstytucją, rozpoczęte w 1992, zostały zwieńczone w 1997 uchwaleniem Konstytucji Rzeczypospolitej Polskiej przez Zgromadzenie Narodowe w dniu 2 kwietnia.
Zgodnie z ustawą, Prezydent RP zarządził referendum na dzień 25 maja 1997. Za przyjęciem Konstytucji opowiedziało się 52,70% głosujących. Nowo uchwalona Konstytucja weszła w życie w dniu 17 października 1997.

### Procedura zmiany Konstytucji
W przypadku zmiany treści rozdziału I, II lub XII (dotyczących, odpowiednio: podstaw ustrojowych; praw, wolności i obowiązków; trybu zmiany Konstytucji), grupa co najmniej 1/5 ustawowej liczby posłów, Senat lub Prezydent RP mogą zażądać przeprowadzenia referendum.

## Inne państwa

### Stany Zjednoczone
Mechanizm rewizji (poprawek; ang. amendment) Konstytucji federalnej nie wymaga przeprowadzenia referendum. Prawa poszczególnych stanów określają zasady zgłaszania wniosków o zmianę ich konstytucji i regulują zasady przyjmowania poprawek.